# Shin Soo-hyun
Shin Soo-hyun (hangul: 신수현; hanja: 申秀鉉; rr: Sin Su-hyeon; MR: Ri Su-hyŏn; nascido em 11 de março de 1989), mais frequentemente creditado apenas como Soohyun (hangul: 수현) é  um cantor e ator sul-coreano. Ficou popularmente conhecido por ser integrante do grupo masculino U-KISS.

## Biografia
Soohyun nasceu no dia 11 de março de 1989 em Pocheon, Coreia do Sul. Ele havia participado de diversos campeonatos de futebol durante sua infância. Mais tarde, Soohyun se tornou participante frequente em concursos de canto em Seul. Ele treinou na JYP Entertainment e em 2006, ele entrou para a NH Media, onde iniciou seu treinamento por dois anos. Seu pai faleceu enquanto Soohyun cursava o ensino fundamental, causando uma severa depressão. Sua família passou por inúmeras dificuldades financeiras.

## Carreira
Soohyun foi individualmente escolhido por um representante da NH Media como integrante do U-KISS através de audições. Sua estreia com o grupo ocorreu em 3 de setembro de 2008 com o lançamento do extended play New Generation, lançado apenas no Japão. No ano seguinte, eles realizaram sua estreia na Coreia do Sul com seu segundo extended play Bring It Back 2 Old School. Em meados de 2010, revelou-se que Soohyun iria realizar sua estreia como ator na versão coreana do musical Chorus Line.

## Discografia

### Singles
| Título                                                                                     | Detalhes                                                                          | Posição nas paradas | Vendas |
| Título                                                                                     | Detalhes                                                                          | Oricon Chart        | Vendas |
| ------------------------------------------------------------------------------------------ | --------------------------------------------------------------------------------- | ------------------- | ------ |
| Only You                                                                                   | - Lançamento: 31 de julho de 2015 - Gravadora: NH Media, Avex Trax - Formatos: DL | —                   | —      |
| I'll Be There                                                                              | - Lançamento: 19 de julho de 2017 - Gravadora: NH Media, Avex Trax - Formatos: DL | —                   | —      |
| "—" indica lançamentos que não apresentaram gráficos ou não foram divulgados nessa região. |                                                                                   |                     |        |

## Filmografia

### Musicais
| Ano  | Título      | Papel     | Notas                              |
| ---- | ----------- | --------- | ---------------------------------- |
| 2010 | Chorus Line | ele mesmo | Papel principal, estreia como ator |
| 2013 | Summer Snow | ele mesmo | Papel de apoio                     |
| 2015 | Run To You  | ele mesmo | Aparição especial                  |